# Route 960 (Nouveau-Brunswick)
Pour les articles homonymes, voir Route 960.
La route 960 est une route locale du Nouveau-Brunswick, auxiliaire à la route 16, située dans l'extrême sud-est de la province, à l'est de Port Elgin. Elle traverse une région mixte, boisée, agricole et aquatique, alors qu'elle suit la côte du détroit de Northumberland sur toute sa longueur, qui est de 30 kilomètres. De plus, elle est pavée sur tout son tracé. 

## Tracé
La route 960 débute à Timber River, 5 kilomètres à l'est de Port Elgin, sur la route 16, une branche de la Route Transcanadienne. Elle commence par se diriger vers le sud-est pour rejoindre Bayside, puis elle se dirige vers l'est en suivant le détroit de Northumberland et la baie Verte. Elle traverse notamment Upper Cape et Cap d'Espoir , puis elle bifurque vers le nord à Cape Tormentine pour rejoindre Bayfield. C'est à Bayfield qu'elle se termine, sur la route 16, tout juste au sud-ouest du pont de la Confédération. Elle se poursuit en tant que route 955. 

## Intersections principales
| route 960            |              |    |                                                                                                   |                                             |
| Comté                | Location     | km | Intersection/Destinations                                                                         |                                             |
| Comté de Westmorland | Timber River | 0  | R-16, Port Elgin, Sackville, Melrose                                                              | extrémité ouest de la 960                   |
| Comté de Westmorland | Upper Cape   | 9  | chemin Upper Cape nord, Melrose                                                                   |                                             |
| Comté de Westmorland | Cap d'Espoir | 15 | chemin Oulton nord, Malden                                                                        |                                             |
| Comté de Westmorland | Bayfield     | 30 | R-16, R-955 ouest, Spence Settlement, Port Elgin, Île du Prince-Édouard, Pont de la Confédération | sortie 47 de la 16; extrémité est de la 960 |
| Bleu: échangeur      |              |    |                                                                                                   |                                             |